# Comté de Blekinge
Le comté de Blekinge (Blekinge län en suédois) est un comté suédois situé dans le sud du pays. Il est voisin des comtés de Skåne, Kronoberg, Kalmar et borde la mer Baltique. Sa capitale est Karlskrona.

## Province historique
Le comté actuel de Blekinge a pratiquement les mêmes frontières que l’ancienne province historique de Blekinge.
Pour l’histoire, la géographie et la culture, voir Blekinge

## Administration
Le comté de Blekinge fit partie du comté de Kalmar entre 1680 et 1683, en raison de la fondation d’une base navale à Karlskrona.
Les principales missions du conseil d’administration du comté (Länsstyrelse), dirigé par le préfet du comté, sont de satisfaire aux grandes orientations fournies par le Riksdag et le gouvernement, de promouvoir le développement du comté et de fixer des objectifs régionaux.

## Politique
Parmi les principales responsabilités de l’assemblée locale (Landstinget Blekinge) figurent les questions de santé publique et de transport.

## Communes
Le comté de Blekinge est subdivisé en 5 communes (Kommuner) au niveau local :

## Villes et localités principales
- Karlskrona : 32 077 habitants
- Karlshamn : 18 392 habitants
- Ronneby : 11 857 habitants
- Sölvesborg : 7 858 habitants
- Olofström : 7 690 habitants
- Kallinge : 4 813 habitants
- Mörrum : 3 685 habitants
- Rödeby : 3 266 habitants
- Nättraby : 2 947 habitants
- Jämjö : 2 653 habitants

## Héraldique
Le comté de Blekinge a hérité son blason de la province historique de Blekinge. Lorsqu’il est représenté avec une couronne royale, le blason symbolise le conseil d’administration du comté.